# Mario Philelphe
Mario Philelphe est un littérateur et humaniste italien, fils aîné de François Philelphe et de Théodora, fille de Jean Chrysoloras.

## Biographie
Mario Philelphe naquit à Constantinople le 24 juillet 1426 ; le père, ayant quitté cette ville la même année, le ramena en Italie, où il le fit élever avec soin. Son fils montra dès son enfance beaucoup de facilité et de pénétration ; mais la bizarrerie de son caractère le rendait très-désagréable à ses maîtres et l’empêchait souvent de profiter de leurs leçons. II retourna en 1440 à Constantinople sur l’invitation de l’empereur Paléologue, qui, par attachement pour Philephe, offrit de lui donner un emploi à sa cour, aussitôt que son éducation serait terminée. Philelphe n’avait consenti qu’avec peine à se séparer d’un fils que, malgré ses défauts, il aimait plus que ses autres enfants, et, devenu veuf, il se hâta de le faire revenir, dans l’espoir qu’il l’aiderait à supporter sa douleur. Mario, fatigué des justes reproches de son père, ne tarda pas à se soustraire à son autorité. Il s’enfuit secrètement et parcourut toute l’Italie, donnant des leçons dans les villes où il s’arrêtait, visitant les châteaux, et, nouveau troubadour, payant l’accueil qu’il y recevait par quelques pièces de vers. La curiosité l’attira en Provence, où le roi René tenait alors sa cour, et l’on peut croire qu’il fut bien reçu d’un prince empressé de fixer dans ses États tous ceux qui se distinguaient par quelques talents. On apprend par une lettre d’Alciat que Mario fut chargé de ranger et de mettre en ordre la bibliothèque de St-Maximin. Il avait obtenu du roi René un emploi à Marseille, qu’il remplissait en 1450 ; mais il le quitta bientôt pour assister aux fêtes qui devaient marquer le passage de l’empereur Frédéric III à Milan ; il fut présenté à ce prince, qui lui décerna la couronne poétique et le décora du titre de chevalier ; mais les bontés de Frédéric ne l’empêchèrent pas de composer une satire mordante contre les poètes à qui l’empereur avait accordé les mêmes honneurs, peut-être avec trop de facilité. Mario, d’après les sollicitations de son père, fut nommé en 1451 professeur de belles-lettres à l’académie de Gênes ; mais peu de temps après il abandonna l’enseignement et s’établit à Turin, où il exerçait en 1453 la profession d’avocat. En vain Philelphe lui écrivait les lettres les plus pressantes pour l’engager à renoncer à un état qui ne pouvait lui promettre aucun avantage ; Mario s’entêta à suivre la carrière dans laquelle il était entré. Il profita en 1456 d’une occasion favorable pour aller voir Paris, et après avoir visité le peu de monuments remarquables qu’offrait alors cette grande ville, il revint en Italie, où il languit quelque temps dans une situation pénible, mais qui, après tout, n’était que la juste punition de son inconduite. Le pape Pie II le nomma en 1459 avocat consistorial à Mantoue, et, dans le même temps, on lui offrit à Venise une chaire de belles-lettres, dont il prit possession en 1460. Le doge et une partie des sénateurs s’étaient rendus à cette cérémonie, sans qu’il en eût été prévenu. Mario, loin d’être déconcerté par un auditoire si imposant, prononça un discours improvisé qui fut trouvé si beau qu’on lui assigna une augmentation de traitement sur le trésor de l’État. II ne soutint pas un début si brillant, et au bout de quelque temps la négligence avec laquelle il remplissait ses devoirs le fit congédier. Alors il retourna auprès de son père, dont il avait méprisé les conseils et qui s’empressa de lui donner un asile. On conjecture qu’il partagea la détention de Philelphe ; il était soupçonné d’avoir eu part aux satires publiées par son père contre le pape Pie II, mort récemment. Dès qu’il eut recouvré la liberté, Mario alla professer les belles-lettres à Bergame, d’où son humeur inconstante le conduisit successivement à Vérone, à Bologne et à Ancône : il paraissait fixé dans cette dernière ville, lorsqu’il fut appelé par le duc Gonzague à Mantoue, où il mourut en 1480, à l’âge de 54 ans.

## Œuvres
Outre des discours, des poésies latines et italiennes, des épigrammes, des satires, des tragédies, des comédies, des commentaires sur la Rhétorique de Cicéron et sur les Canzoni de Pétrarque, restés inédits dans les bibliothèques de l’Italie, on a de Mario :
- Epistolare, Milan, 1484, in-4°, rare. Cette espèce de manuel épistolaire a été réimprimé sous ce titre : Epistolæ octoginta genera complectentes, quorum singula in tria membra partita sunt ; quibus præponuntur artis rhetoricæ præcepta, Paris, Nicol. Després, sans date, in-4°. Il existe plusieurs réimpressions de cet ouvrage, faites dans le 15e siècle.
- Officio della Beata Vergine Maria tradotto in terza rima, Venise, 1488, in- 16 ;
- Carmina elegiaca, Leipzig et Francfort, 1690, in-8°, publiés par les soins de Samuel Closius, qui avait déjà donné en 1662 : J. Marii Philelphi epitomata ;
- L’Histoire de la guerre de Finale, de 1447 à 1453, ou du comte de Guastalla contre les Génois. Muratori se proposait de l’insérer dans le recueil Rerum italicar. scriptores, et même l’impression en était achevée quand il s’aperçut que la copie dont on s’était servi fourmillait de fautes, ce qui le décida à détruire tous les exemplaires ; mais il a été imprimé dans le deuxième volume du supplément, publié par Tartini, Florence, 1747, in-fol. (voy. le Journal des savants de juin 1748, p. 376).

Parmi les ouvrages inédits de Mario, l’on citera :
- Amyris sive de vita rebusque gestis imperatoris Mahumeti, Turcarum principis. On conserve à la bibliothèque de Genève le manuscrit autographe de ce poème, qui est divisé en quatre chants : le premier contient la vie du sultan Mehmed II depuis sa naissance; dans le second, le poète décrit les préparatifs du siège et la prise de Constantinople ; dans le troisième, il raconte les divisions des Grecs et les suites des conquêtes de Mahomet ; le dernier, qui n’a été composé que plusieurs années après les précédents, contient le récit des nouveaux exploits des conquérants turcs. Ce poème, intéressant par les détails qu’il renferme sur les mœurs des peuples de l’Orient, a été analysé par Senebier dans le Catalogue des manuscrits de la ville de Genève, p. 236- 245.
- Les Travaux d’Hercule, poème en seize chants, dédié à Hercule, duc de Ferrare. Le manuscrit original se conserve à la Bibliothèque Estense.
- De bellicis artibus et urbanis ; De communis vitæ continentia. Cet ouvrage et le précédent font partie des manuscrits de la Bibliothèque Laurentienne.
- La Vita d’Isotta Nogarola ;
- La Vie du Dante. L’abbé Lorenzo Méhus en a publié quelques fragments dans le Specimen Histor. litter. Florentinæ.
- Felsineidos libri IV, poème en vers héroïques à la louange de la ville de Bologne, daté du 1er janvier 1462, et dont le manuscrit est décrit dans les Novelle litterarie di Firenze, du 20 octobre 1786 (voy. le Journal des savants d’août 1787, p. 545).